# Gora Zametnaja
Gora Zametnaja är ett berg i Antarktis. Det ligger i Östantarktis. Storbritannien gör anspråk på området. Toppen på Zametnaja, gora är 1 011 meter över havet.
Terrängen runt Zametnaja, gora är huvudsakligen platt.  Trakten är obefolkad. Det finns inga samhällen i närheten.